# Vương cung thánh đường Tổng lãnh thiên thần Micae ở Veszprém
Vương cung thánh đường Tổng lãnh thiên thần Micae ở Veszprém (tiếng Hungary: Szent Mihály székesegyház) hay còn được gọi là nhà thờ chính tòa Veszprém là một nhà thờ Công giáo của của Tổng giáo phận Veszprém, tọa lạc tại thành phố Veszprém, Hungary.

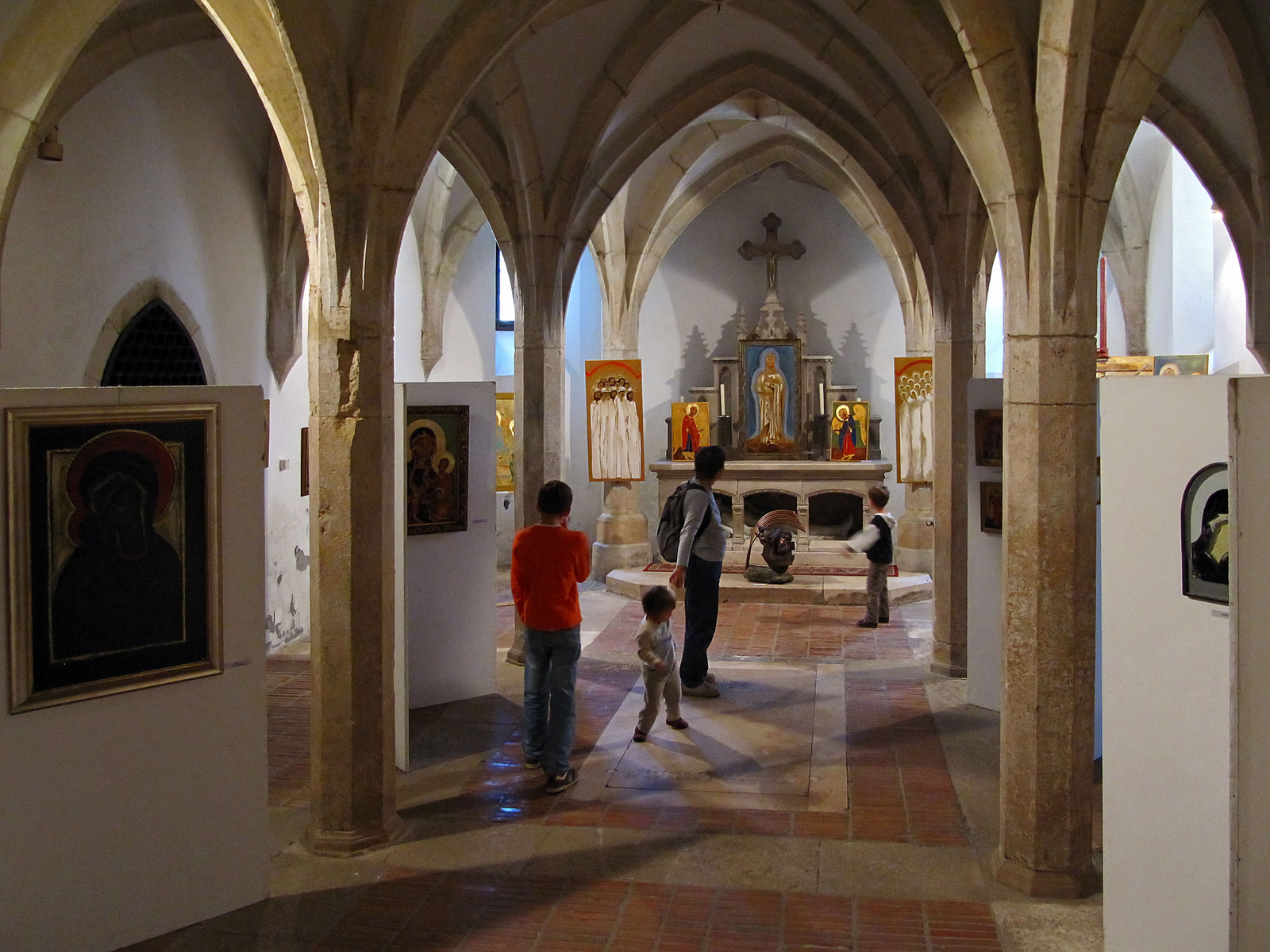
Phía bên trong nhà thờ

Theo các phát hiện khảo cổ học, nhà thờ được cho là đã tồn tại từ năm 1001. Nhà thờ từng được đề cập đến trong các tài liệu lưu trữ tại tu viện Pannonhalma. Năm 1380, sau một trận hỏa hoạn, nhà thờ được xây dựng lại theo phong cách kiến trúc Gothic và được tôn phong hiển thánh vào năm 1400. Ngày nay, trong nhà thờ vẫn còn tồn tại những hầm mộ cổ. Nhà thờ từng bị hủy hoại trong thời kỳ bị Đế chế Ottoman xâm lược. Vào thế kỷ 18, nhà thờ được tôn tạo lại theo phong cách Romanesque và Gothic. Trong giai đoạn trùng tu từ năm 1907 đến năm 1910, dường như các yếu tố kiến trúc mang phong cách Baroque đã bị loại bỏ khỏi nhà thờ. Đến giữa thế kỷ 18 và 19, nhà thờ là nơi diễn ra những buổi hòa tấu các bản nhạc của những nhà soạn nhạc nổi tiếng nhất Châu Âu như Mozart, Haydn và Ludwig van Beethoven. Năm 1981, nhà thờ được Giáo hoàng Gioan Phaolô II nâng lên hàng tiểu Vương cung thánh đường. Năm 1993, nhà thờ trở thành nhà thờ chính tòa của thành phố và nhận được từ tu viện Niedernburg di hài của Vương hậu Gisela của Hungary, là hoàng hậu của vua István I của Hungary. Đây được xem như một sự ban phước đối với nhà thờ chính tòa Veszprém khi được đón di hài của một nhân vật lịch sử quan trọng của quốc gia.